# Ivanka Škof
Ivanka Škof, slovenska učiteljica, društvena delavka v Avstraliji in publicistka, * 24. junij 1929, Artviže, † 3. januar 2014, Melbourne, Avstralija.

## Življenje in delo
Ivanka Škof je bila rojena v pokrajini Brkini kot peta izmed osmih otrok. Njeno odraščanje je zaznamovala druga svetovna vojna in požig družinske hiše s strani okupatorja.
Škofova je leta 1951 končala učiteljišče v Tolminu in nato poučevala v več krajih na Primorskem. Leta 1966 se je izselila v Avstralijo, tam opravljala različna dela in ob delu leta 1978 končala študij knjižničarstva na Kraljevem inštitutu v Melbournu ter se nato zaposlila v ljudski knjižnici Slovenskega primorskega kluba Jadran v Melbournu. V knjižnici je vodila dopolnilni pouk slovenščine in skrbela za kulturne prireditve. Sestavila je priročnik za poučevanje slovenščine, zgodovine in zemljepisa za društvene šole. Bila pa je tudi doposnica v slovenska glasila in tajnica Združenja jugoslovanskih pisateljev Avstralije in Nove Zelandije ter urednica slovenskega dela večjezične zbirke poezije, proze in drame Naše Steze: Our Paths (Melbourne, 1986), v kateri je objavilo svoja dela tudi več slovenskih pisateljev iz Avstralije. Svoje spomine na italijansko okupacijo Primorske ter življenje v Avstraliji je opisala v knjigi Skozi ogenj in pepel (COBISS).